# Wierzchosławice (gmina)
Wierzchosławice est une gmina rurale du powiat de Tarnów, Petite-Pologne, dans le sud de la Pologne. Son siège est le village de Wierzchosławice, qui se situe environ 11 km à l'ouest de Tarnów et 66 km à l'est de la capitale régionale Cracovie.
La gmina couvre une superficie de 74,84 km2 pour une population de 10 628 habitants.

## Géographie
La gmina inclut les villages de Bobrowniki Małe, Bogumiłowice, Gosławice, Kępa Bogumiłowicka, Komorów, Łętowice, Mikołajowice, Ostrów, Rudka, Sieciechowice et Wierzchosławice.
La gmina borde la ville de Tarnów et les gminy de Borzęcin, Radłów, Tarnów, Wojnicz et Żabno.